# Geezer Butler
Terence Michael Joseph „Geezer“ Butler (* 17. července, 1949, Aston, Birmingham, Anglie) je bývalý britský hudebník a skladatel, nejznámější jako baskytarista a hlavní textař heavymetalové skupiny Black Sabbath. Později hrál se skupinami Heaven & Hell, GZR a s Ozzym Osbournem. Od roku 2018 do roku 2021 byl členem superskupiny Deadland Ritual.
V červnu 2023 Butler oznámil svůj odchod do důchodu a konec v hudební branži.

## Životopis

### Mládí
Přezdívku „Geezer“ dostal přibližně v osmi letech, protože tak „říkal všem ve škole“. „Byl to prostě slangový výraz pro člověka.“
Butler vyrůstal v irské katolické rodině dělnické třídy v Birminghamu. Měli sedm dětí a byli velmi chudí. Dva z Butlerových starších bratrů byli povoláni na vojenskou službu; v době války ve Vietnamu se Butler obával, že bude další na řadě, ale povinná vojenská služba byla zrušena několik let před jeho potenciálním nástupem.
Byl značně ovlivněn dílem okultisty Aleistera Crowleyho. Ke konci puberty přestal chodit na mše – jako důvod uvedl ztrátu víry a také vyjádřil názor, že by takovou možnost měl mít každý.

### Black Sabbath
Na podzim roku 1967 založil Butler svoji první kapelu Rare Breed, ke které se brzy jako zpěvák připojil John „Ozzy“ Osbourne. Brzy se seznámili s kytaristou Tonym Iommim. Na čas byli rozděleni, později se opět setkali v bluesové skupině Polka Tulk. Přidal se k nim bubeník Bill Ward, který spolu s Iommim čerstvě opustil skupinu Mythology. Svoji novou skupinu pojmenovali Earth, ale taková skupina již v Anglii existovala. Podle Butlerova návrhu se tedy na začátku roku 1969 přejmenovali na Black Sabbath, podle populárního hororu se známým hercem Borisem Karloffem.
Inspirován Johnem Lennonem působil Butler nejdříve jako doprovodný kytarista. Když vznikli Black Sabbath, Iommi se jasně vyjádřil, že chce být jediným kytaristou. Z Butlera se teda stal baskytarista, ačkoli podle svých slov „Na baskytaru hrál poprvé až na jejich prvním koncertě. Musel si ji půjčit od kamaráda a měla jen tři struny.“ Jako svůj vzor označil Jacka Bruce ze skupiny Cream. Iommi Butlera popsal jako „z jiné planety“, protože v začátcích skupiny bral LSD, nosil hipísácké oblečení a byl velmi mírumilovný. V době vzniku kapely studoval, aby se mohl stát účetním. Zpočátku proto skupině spravoval finance.
Poté, co v roce 1979 Black Sabbath vyhodili Ozzyho Osbourna, odešel krátce i Butler, aby mohl vyřešit rozvod. Album z roku 1980 s názvem Heaven and Hell tak bylo nahráno s baskytaristou Craigem Gruberem. Butler se však na poslední chvíli ke skupině vrátil a před vydáním alba stihl baskytarovou stopu nahrát znovu. V roce 1984, po turné k albu Born Again, odešel znovu. Vrátil se za několik měsíců, když se skupina pokoušela o comeback se zpěvákem Davidem Donatem.

## Osobní život
V 70. letech byl Butler ženatý, v roce 1980 se rozvedl. Později si vzal Glorii Butler, která byla manažerkou skupiny Heaven & Hell.
Od dětství byl vegetarián, převážně proto, že jeho rodina neměla na maso peníze. Přibližně od roku 1994 je vegan. V roce 2009 se objevil v kampani PETA (People for the Ethical Treatment of Animals).

## Diskografie
Sólo

Butler v roce 1970

- 1995 – Plastic Planet (jako „g//z/r“)
- 1997 – Black Science (jako „geezer“)
- 2005 – Ohmwork (jako „GZR“)

Black Sabbath
- 1970 – Black Sabbath
- 1970 – Paranoid
- 1971 – Master of Reality
- 1972 – Vol. 4
- 1973 – Sabbath Bloody Sabbath
- 1975 – Sabotage
- 1976 – Technical Ecstasy
- 1978 – Never Say Die!
- 1980 – Heaven and Hell
- 1981 – Mob Rules
- 1982 – Live Evil
- 1983 – Born Again
- 1992 – Dehumanizer
- 1994 – Cross Purposes
- 1998 – Reunion
- 2007 – Black Sabbath: The Dio Years
- 2013 – 13

Ozzy Osbourne
- 1990 – Just Say Ozzy
- 1993 – Live & Loud
- 1995 – Ozzmosis
- 1997 – The Ozzman Cometh („Back on Earth“)[9]

Heaven & Hell
- 2007 – Live from Radio City Music Hall
- 2009 – The Devil You Know
- 2010 – Neon Nights: 30 Years of Heaven & Hell

Ostatní kompilace
- 1989 – Stairway To Heaven/Highway To Hell (s Ozzym Osbournem)
- 1994 – Nativity in Black (s Bullring Brummies)
- 2013 – Device („Out of Line“)